# Муках (область)
Муках (малайск. Mukah) — одна из областей в составе малайзийского штата Саравак на острове Калимантан. Образована в 2002 году.

## География
Область расположена в западной части штата, и занимает 6 997,61 км².

## Население
В 2010 году в области Муках проживало 110 543 человека. Большинство жителей области Муках — меланау, ибаны, китайцы и малайцы.

## Административное деление
Область Муках делится на четыре округа:
- Муках
- Далат
- Мату
- Даро

## Экономика
Основой экономики области являются рыболовство, лесозаготовки и сельское хозяйство.